# Vilaverdense FC (női csapat)
.png
A Vilaverdense FC egy portugál női labdarúgóklub, amely a portugál élvonalban szerepel. A klub székhelye Vila Verdében található.

## Klubtörténet
Az 1953-ban létrehozott labdarúgóklub női szakosztályát 2008-ban alapították.

## Játékoskeret
2022. szeptember 10-től
| #  |     | Poszt | Név               |
| -- | --- | ----- | ----------------- |
| 1  | POR | K     | Daniela Araújo    |
| 12 | POR | K     | Sofia Barroso     |
| 66 | POR | K     | Patrícia Ferrer   |
| 5  | POR | V     | Sara Alves        |
| 6  | POR | V     | Paula Ferreira    |
| 15 | POR | V     | Cláudia Machado   |
| 19 | USA | V     | Mia Hollingsworth |
| 27 | POR | V     | Inês Barge        |
| 28 | POR | V     | Madalena Ferreira |
| 31 | POR | V     | Francisca Silva   |
| 4  | DEN | KP    | Natalie Oronoz    |
| 7  | USA | KP    | Shelby High       |
| 8  | FIN | KP    | Sini Laaksonen    |

| #  |     | Poszt | Név                 |
| -- | --- | ----- | ------------------- |
| 13 | POR | KP    | Maria Rodrigues     |
| 23 | USA | KP    | Sophia Kulchycky    |
| 25 | POR | KP    | Cristiana Vieira    |
| 80 | POR | KP    | Francisca Veiga     |
| 9  | BRA | CS    | Maria Luisa Schmidt |
| 10 | POR | CS    | Beatriz Conduto     |
| 11 | VIE | CS    | Huỳnh Như           |
| 17 | POR | CS    | Ana Cheila          |
| 18 | POR | CS    | Maria Baleia        |
| 21 | POR | CS    | Rita Dias           |
| 45 | POR | CS    | Rafaela Mesquita    |
| 99 | POR | CS    | Mara Gonçalves      |

## Korábbi híres játékosok
| - Mariana Azevedo - Sara Brasil - Beatriz Ferreira - Susana Ferreira - Catarina Gomes - Diana Graça - Landinha - Maria Leonor - Ana Loureiro - Inês Macedo - Catarina Machado - Margarida Machado | - Maria Malheiro - Juliana Manso - Vanessa Marques - Filipa Morais - Salomé Mota - Liliana Peixoto - Leandra Pereira - Regina Pereira - Luísa Pinheiro - Carolina Rocha - Mariana Rodrigues - Ronalda | - Adriana São Bento - Filipa Silva - Sofia Silva - Sónia Silva - Eduarda Teixeira - Jassie Vasconcelos - Paige Almendariz - Shaelan Murison - Valéria de Lima - Vada Naoko - Chelsi Jadoo - Kleydiana Borges |

## Sikerei
- Portugál másodosztályú bajnok (1):
  - 2010